# Godsmack
Godsmack — американская рок-группа, образованная в 1995 году в городе Лоуренс (Массачусетс). В состав группы входят вокалист и гитарист Салли Эрна, гитарист Тони Ромбола, бас-гитарист Робби Меррилл и барабанщик Шеннон Ларкин. С момента основания группа выпустила 7 студийных альбомов, 1 EP (The Other Side), 4 DVD-диска, 1 сборник (Good Times, Bad Times... Ten Years of Godsmack) и 1 концертный альбом (Live & Inspired).
Группа выпустила три альбома, достигших первой позиции чарта Billboard 200 (Faceless, IV и The Oracle). 25 песен группы попадали в чарт Hot Mainstream Rock Tracks, из которых 18 песен оказались в первой пятерке. Седьмой альбом группы When Legends Rise был выпущен 27 апреля 2018 года.
С момента своего основания Godsmack неоднократно гастролировали на Ozzfest и участвовали во многих других крупных турах и фестивалях, в том числе в поддержку своих альбомов группа организовывала собственные туры. В честь успеха группы и выхода их шестого студийного альбома 1000hp мэр Бостона Марти Уолш объявил 6 августа «днём Godsmack» в городе Бостон.

## История группы

### Формирование иAll Wound Up(1995—1997)
В феврале 1995 года бывший барабанщик группы Strip Mind Салли Эрна решил основать коллектив, в котором он будет вокалистом. В итоге к его новой группе под названием The Scam присоединились Робби Меррилл (бас-гитара), Ли Ричардс (гитара) и Томми Стюарт (барабаны).
Сразу после первой демо-записи группа сменила своё название на Godsmack, начала выступать в местных барах Бостона и вскоре добилась некоторой известности в Большом Бостоне с песнями «Keep Away» и «Whatever».
Многие полагают, что название группы позаимствовано у песни Alice in Chains, но, по словам Эрны, название появилось по другой причине: «Я высмеивал нашего тогдашнего барабанщика, у которого выскочил герпес на губе, а на следующий день у меня самого появился герпес, и кто-то сказал: „Это божья кара“. Вот так название и прижилось. Мы знали о песне Alice in Chains, но на самом деле это лишь совпадение».
В 1996 году Тони Ромбола и Джо Д’Арко присоединились к Godsmack в качестве гитариста и барабанщика соответственно, после того как Ричардс покинул группу, узнав, что у него есть шестилетний ребёнок, а Стюарт ушёл из-за личных разногласий. В том же году группа в студии звукозаписи впервые записала свой первый диск под названием All Wound Up. Диск был записан в течение трёх дней за 2600 долларов.
В течение следующих двух лет группа играла по всему Бостону. В конце концов диск Godsmack попал в руки Рокко, ночного диджея бостонской радиостанции WAAF (FM). Радиостанция ввела «Keep Away» в ротацию, и песня очень быстро стала успешной на радиостанции. Newbury Comics, сеть магазинов звукозаписи в Новой Англии, согласилась продать диск по консигнации. Вскоре после успеха «Keep Away», Godsmack вернулись в студию и записали сингл под названием «Whatever», который стал новым местным фаворитом на WAAF (FM). В интервью Салли Эрна заявил: «К тому времени, когда WAAF купил альбом, мы продавали около 50 копий в месяц. Внезапно мы начали выпускать более тысячи пластинок в неделю. (…) Я делал всё это в своей спальне. После долгих лет упорного труда дела, наконец, пошли на лад».

### Godsmack(1998—1999)
В середине 1998 года Universal/Republic Records подписали контракт с группой на свой лейбл. Джо Д’Арко был уволен из группы. Его заменил бывший барабанщик Томми Стюарт, который вернулся после того, как выразил желание снова быть участником в группе. Первая студийная запись группы All Wound Up была ремастирована, а готовый одноимённый дебютный CD-альбом Godsmack был выпущен для публики шесть недель спустя. После чего, группа организовала тур «The Godsmack Tour», в котором было выступление Jim Rose Circus на открытии. После выхода альбома группа отправилась в турне, давая концерты, а также выступая на Ozzfest и Вудсток. За этим последовал тур по Европе в поддержку Black Sabbath. Роксана Блэнфорд из Allmusic дала альбому три звезды из пяти, заявив: «Godsmack уверенно привнёс метал в век технологий». Альбом достиг места в чарте Billboard 200 под номером 22 и был сертифицирован как 4-кратно «платиновый» Американской ассоциацией звукозаписывающих компаний в 2001 году после того, как первоначально был сертифицирован как «золотой» в 1999 году.
Альбом хорошо продавался, несмотря на то, что изначально его сняли с прилавков некоторых магазинов из-за опасений по поводу его лирического содержания. Позже группа и её звукозаписывающий лейбл добавили к альбому наклейку Parental Advisory, и некоторые магазины заказали исправленные копии альбома. Эрна прокомментировал это, заявив: «Наша пластинка уже больше года продаётся на рынке без предупреждающей наклейки, и это единственная жалоба… Наклейки и тексты песен по своей природе субъективны… Мы решили наклеить эту наклейку на обложку пластинки». Эта полемика, по-видимому, не оказала негативного влияния на продажи альбома, но, по словам Эрны, помогла; «Это почти издевательство над детьми — пойти и купить пластинку, чтобы узнать, что мы на ней исполняем». С альбома также было выпущено четыре успешных сингла: «Whatever», «Keep Away», «Voodoo» и «Bad Religion».

### Awake(2000—2001)
В 2000 году Godsmack вернулись в студию после успеха одноимённого альбома, чтобы начать запись Awake. Альбом был выпущен 31 октября 2000 года. Альбом дебютировал на пятой строчке Billboard 200 и был сертифицирован RIAA как 2-кратно платиновый. «Vampires», песня с альбома, номинировалась на Грэмми за «Лучшее инструментальное рок-исполнение» в 2002 году. С выпуском Awake Godsmack отправились в турне по Европе в поддержку Limp Bizkit. Эрна сказал тогда: «Мы безостановочно гастролируем с августа 1998 года, так что большая часть Awake была написана во время тура, пока мы мотались между Америкой и Европой. Ozzfest на самом деле был единственным большим туром, в котором мы выступали под чьим-то крылом; мы проделали большую работу самостоятельно». В 2000 году группа снова сыграла на Ozzfest, как и в 1999 году. 19 июля 2001 года Godsmack выпустили DVD Live, который получил «золотой» статус от RIAA, и он был снят в Centrum in Worcester, в Вустере, штат Массачусетс, 2 марта 2001 года.
Две песни с альбома были использованы в рекламных роликах Военно-морского флота США («Sick of Life» и «Awake») в качестве фоновой музыки. Эрна заявил: «Кто-то из военных является фанатом, и они спросили, можно ли им использовать музыку, и мы согласились». Однако Эрна настаивал в интервью, что группа не поддерживает никакой войны.

### The Scorpion King,FacelessиThe Other Side(2002—2004)
В 2002 году Эрну попросили написать и записать песню для саундтрека к фильму «Царь скорпионов». Песня, записанная Godsmack, называлась «I Stand Alone», и стала синглом № 1 на Rock Radio и Active Rock в 2002 году в течение 14 недель. Песня использовалась в игре Prince of Persia: Warrior Within.
Когда Шеннон Ларкин (экс Ugly Kid Joe, Souls at Zero, Wrathchild America, MF Pitbulls) заменил Томми Стюарта, который во второй раз покинул группу из-за личных разногласий, позже в том же году Godsmack вернулись в студию, чтобы записать новый альбом, который был впоследствии выпущен в 2003 году. Альбом Faceless дебютировал на первом месте чарта Billboard 200, продав 269 000 копий за первую неделю, что вскоре последовало за этим продажи более одного миллиона копий в Соединённых Штатах. Faceless также дебютировал на девятой строчке в Top Canadian Albums и на первой строчке в Top Internet Albums и оставался на этой позиции в течение двух недель. Затем последовал масштабный тур по Америке и Европе в поддержку Metallica.
Ведущий сингл «Straight Out of Line» номинировался на премию Грэмми в номинации «Лучшее хард-рок исполнение». Награда досталась синглу группы Evanescence «Bring Me to Life». Альбом получил своё название после инцидента в бассейне. Однако в более позднем интервью Меррилл заявил обратное, не уточнив, откуда взялось название альбома: «Это произошло из-за ощущения группы, что, несмотря на наш успех на радио и продажи, мы все ещё немного скрывались от радаров».
16 марта 2004 года был выпущен EP The Other Side. Альбом дебютировал на пятой строчке Billboard 200; это относительно высокая позиция для мини-альбома, записанного в стиле акустики. В него вошли несколько ранее выпущенных песен, перезаписанных в качестве акустических версий, а также три новых акустических трека. В одной новой песне, «Touché», приняли участие первый гитарист Godsmack Ли Ричардс, а также Джон Коско, который в то время был участником ныне несуществующей группы Dropbox. Двумя другими новыми акустическими треками были «Running Blind» и «Voices». Песня «Asleep» на самом деле является акустической версией песни «Awake» со второго альбома группы Awake. Godsmack перешли от своего «тяжёлого» звучания к более мягкому акустическому звучанию на этом EP таким же образом, как Alice in Chains в EP Sap и Jar of Flies, что является одним из многих сходств с Alice in Chains, за которые группу критиковали. В 2004 году Godsmack выступили на разогреве у Metallica в туре «Madly in Anger with the World» и стали хедлайнерами тура вместе с Dropbox. Впоследствии, осенью 2004 года, группа отыграла несколько акустических концертов в поддержку The Other Side, в то же время продолжая выступать на разогреве у Metallica.

### IVиTen Years of Godsmack(2005—2007)

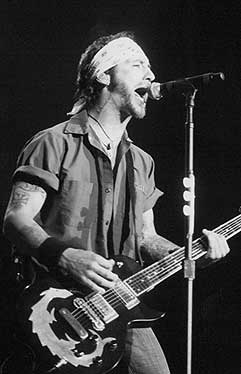
Салли Эрна выступает во время тура в поддержку альбома IV в 2006 году

В течение всего 2005 года группа находилась в студии, сочиняя и записывая материал для нового альбома. 25 апреля 2006 года Godsmack выпустили свой четвёртый студийный альбом под довольно простым названием IV, за которым последовал тур под названием «The IV tour», продолжавшийся до августа 2007 года. Альбом был спродюсирован Эрной и сведён продюсером Энди Джонсом, известным работой над альбомом Led Zeppelin IV группы Led Zeppelin. Первый сингл с альбома «Speak» был выпущен 14 февраля 2006 года. Альбом дебютировал на первом месте в Billboard 200, продав 211 000 копий за первую неделю.
Алльбом IV получил «золотой» статус от RIAA. Группа написала более сорока песен для альбома, но окончательный трек-лист состоял из одиннадцати треков, Ларкин прокомментировал: «Это группа Салли и его видение. […] Когда приходит время выбирать песни, Салли берёт это на себя». Минималистичное название альбома «IV» происходит не только от того, что он является четвёртым студийным альбомом группы, но и от закулисного юмора, о котором рассказали Ларкин и Эрна в интервью.
В честь десятилетия существования группы, Godsmack выпустили сборник лучших хитов под названием Good Times, Bad Times… Ten Years of Godsmack 4 декабря 2007 года. Альбом дебютировал на тридцать пятой строчке Billboard 200, продав 40 000 копий за первую неделю после выпуска. Он включает в себя кавер-версию песни Led Zeppelin «Good Times Bad Times», а также DVD с акустическим выступлением Godsmack в Лас-Вегасе в House of Blues. Изначально альбом планировался как бокс-сет, но группа передумала, и выпустила сборник. После выхода альбома Godsmack отправились в акустический тур. Несмотря на слухи о том, что группа собирается на перерыв в связи с выпуском сборника, Эрна сказал: «У нас не было в планах уходить, мы просто собираемся немного отдохнуть и насладиться нашей 10-летней годовщиной и так сказать подзарядиться. А потом мы вернёмся и мы будем ещё круче, чем когда-либо».

### The Oracleи временный перерыв (2008—2013)
В ноябре 2008 года Ларкин объявил, что группа будет записывать новый альбом. Godsmack гастролировали в поддержку группы Mötley Crüe и выпустили не альбомный сингл «Whiskey Hangover». После тура Godsmack приступили к записи своего нового альбома. Альбом под названием The Oracle был выпущен 4 мая 2010 года. The Oracle стал третьим подряд полноформатным студийным альбомом Godsmack, дебютировавшим на 1-м месте с 117 000 проданных копий за первую неделю после выпуска. Эрна так отозвался об альбоме до его выпуска: «Он будет действительно тяжёлым. Я имею в виду, с точки зрения агрессии. Я не совсем уверен; это не так точно. Прямо сейчас мы только что закончили запись одного трека во время фестиваля Crüe Fest этим летом. Но что касается альбома в целом, я думаю, что это будет гораздо более шокирующее. Я не думаю, что будет что-то вроде „Voodoo“ или „Serenity“. Мы стараемся изо всех сил!».
Godsmack стали хедлайнерами четвёртого ежегодного фестиваля Mayhem вместе с группой Disturbed. в 2012 году группа смикшировала концертный альбом и записала несколько кавер-версий треков для предстоящего релиза. Затем весной они отправились в турне с группой Staind. Godsmack завершили работу над записью кавер-версий песен. 15 мая 2012 года Godsmack выпустили свой концертный альбом Live & Inspired. Он включал в себя два компакт-диска, один из которых состоял из песен, исполненных вживую группой, а другой из четырёх кавер-песен. В январе 2013 года Эрна объявил о сольном турне по Америке. В феврале Салли сказал в интервью, что группа возьмёт перерыв в течение 2013 года. «Мы собираемся взять небольшую паузу, потому что все эти два года мы постоянно находились в движении и немного устали», — сказал он в интервью Loudwire.

### 1000hp(2014—2016)

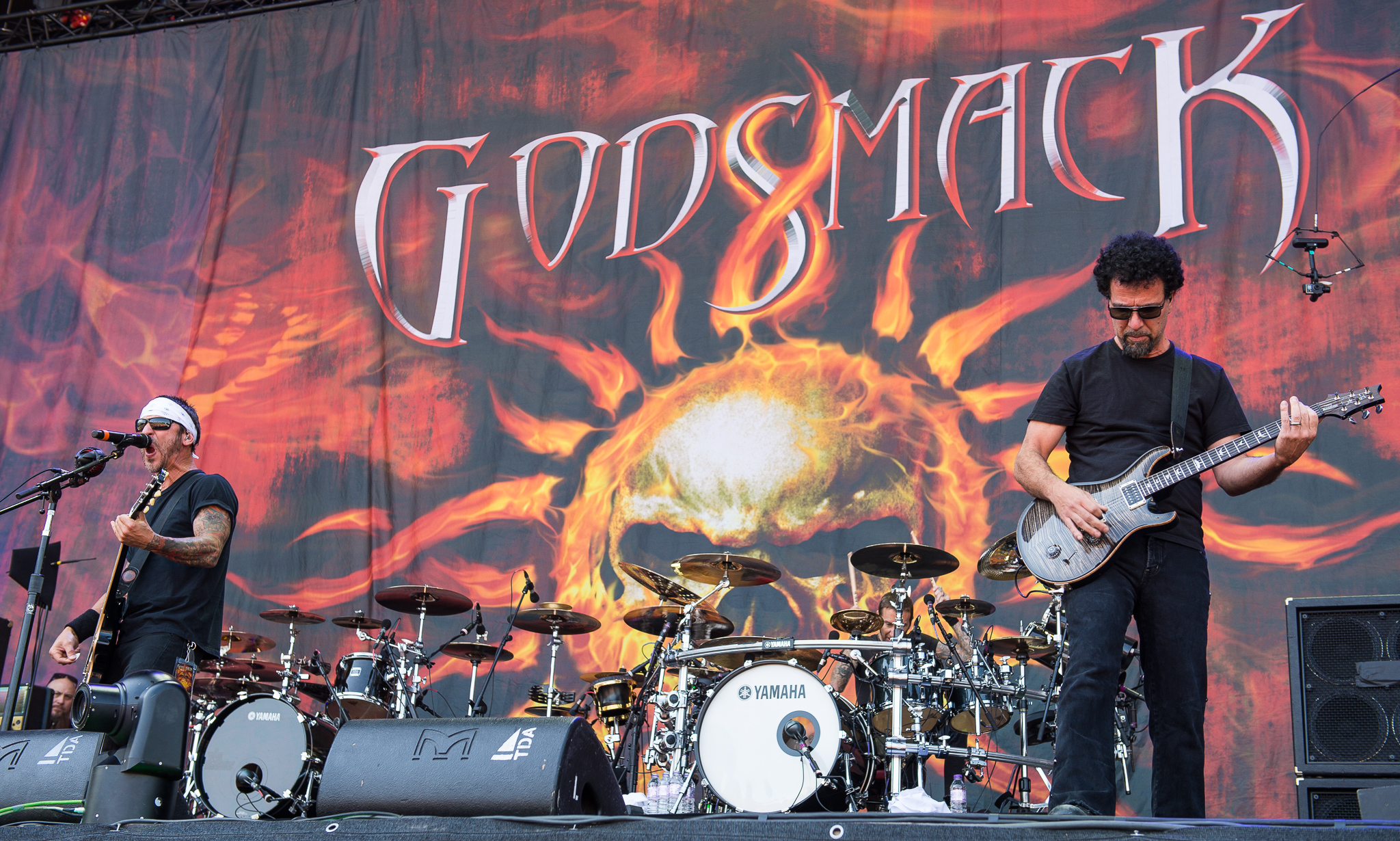
Godsmack в 2015 году

В феврале 2014 года Эрна написал в твиттере, что группа добилась прогресса в процессе написания песен для своего следующего студийного альбома, релиз которого предварительно запланирован на конец 2014 года. Он также упомянул, что группа закончила запись 11 песен для нового альбома за две недели. В апреле группа объявила, что записала 15 песен, десять из которых войдут в альбом. В мае Эрна объявил, что альбом будет называться 1000hp. Заглавный трек альбома был выпущен в качестве сингла в следующем месяце. Альбом 1000hp был выпущен 5 августа 2014 года и разошёлся тиражом около 58 000 копий в Соединённых Штатах за первую неделю после выпуска, заняв 3-ю позицию в чарте Billboard 200. Были также выпущены ещё два сингла с альбома «Something Different» и «What’s Next».
Godsmack были хедлайнерами Uproar Festival 2014 года. Они были объявлены 20 августа 2014 года в рамках фестиваля Soundwave в Австралии. Впервые он расширился до 2-дневного фестиваля в феврале/марте 2015 года, за которым последовала серия концертов и туров по Европе. В июле 2015 года группа объявила даты предстоящего осеннего тура по Северной Америке. Во время тура группа гастролировала и выступала с Sevendust. Также в августе 2015 года Godsmack объявили о новом туре по Северной Америке, который продлится до середины ноября.
14 октября 2015 года Godsmack выпустили цифровой сингл под названием «Inside Yourself», доступный для ограниченного бесплатного скачивания. Песня была выпущена на iTunes 20 ноября 2015 года.
9 сентября 2016 года Эрна подтвердил, что группа официально расторгнула контракт с Universal/Republic и подписала контракт с BMG.

### When Legends Rise(2017—2020)
Группа начала работу над седьмым студийным альбомом в 2017 году. Альбом When Legends Rise был выпущен 27 апреля 2018 года. Первый сингл с альбома, «Bulletproof», был выпущен перед альбомом 28 февраля 2018 года. Godsmack гастролировали по Северной Америке с мая по октябрь 2018 года. Они отыграли на нескольких фестивалях, прежде чем отправиться в совместный летний тур с Shinedown в качестве хедлайнеров. Затем Godsmack отправились в турне по Европе в октябре и ноябре 2018 года в поддержку своего нового альбома. Однако 17 октября 2018 года было объявлено, что группа отложила свой тур по Европе из-за смерти сына Тони Ромболы и планирует перенести его на начало 2019 года.
25 июля 2019 года песня "Under Your Scars впервые в течение двух недель заняла 1-е место в чарте Billboard Mainstream Rock Songs.
8 апреля 2020 года Godsmack выпустили видеоклип к песне «Unforgettable», в котором группа объединилась с более чем 400 начинающими молодыми музыкантами со всей Новой Англии. Видеоклип, снятый режиссёром Ноем Берлоу, снова поднял песню на вершину чартов на пять недель, установив тем самым новый рекорд, заняв 1-е место в своей категории.

### Lighting Up the Sky(2021-настоящее время)

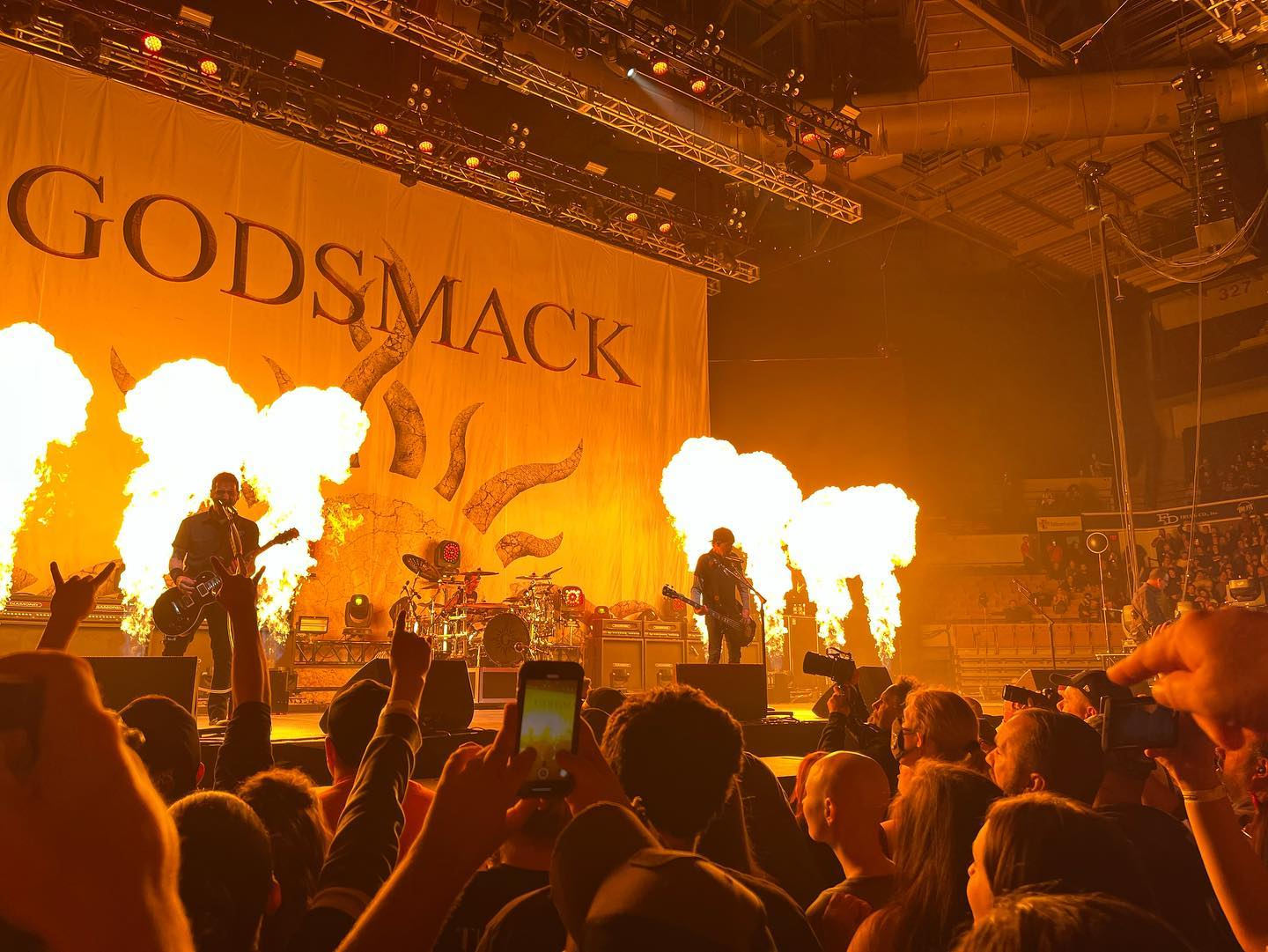
Godsmack выступают в городе Вустер (Массачусетс) в 2022 году

Барабанщик Godsmack Шеннон Ларкин сказал в подкасте «The Metal Teddy Bear Experience», что группа намерена записать новый альбом, который выйдет в 2022 году. В интервью WJRR 23 апреля 2022 года фронтмен Салли Эрна сказал, что группа закончила запись нового альбома с новым синглом, который, как ожидается, выйдет в эфир в середине-конце лета, и что этот альбом, вероятно, может стать последним для группы.

## Музыкальный стиль и влияние

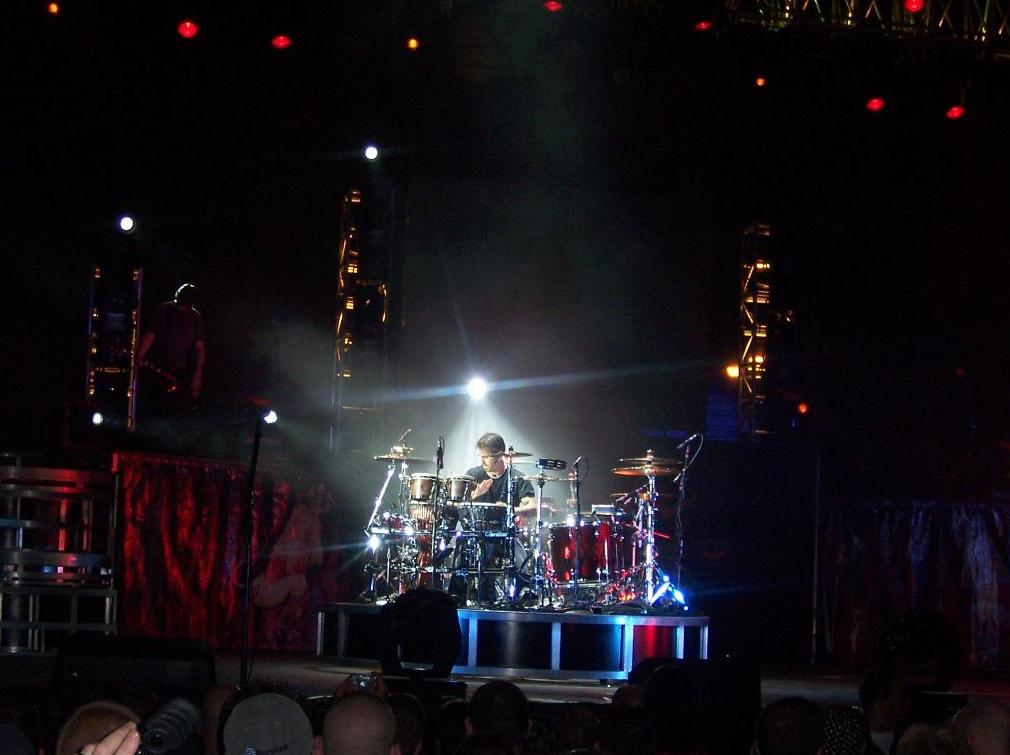
Салли Эрна исполняет барабанное соло

Музыка Godsmack была описана в стилях ню-метал, хеви-метал, постгранж, хард-рок и альтернативный метал. По словам Эрны, Ларкина и Ромболы, основное влияние на группу оказали Aerosmith, Alice in Chains, Black Sabbath, Led Zeppelin, Metallica, Pantera и Rush. Также на вокал Салли Эрны, по его словам, повлиял Лейн Стейли.
Общее звучание первых двух альбомов группы довольно сравнимо со звучанием альбома Alice in Chains Dirt. Тем не менее, Godsmack отрицали сравнения с Alice in Chains, заявив в интервью Мэтту Эшеру: «Я просто никогда по-настоящему не слышал этого в нашей музыке».
Музыку группы часто сравнивают с музыкой группы Alice in Chains, которая, по словам участников Godsmack, повлияла на них. Эдриен Бегранд из PopMatters утверждает: «Эрна идеально имитирует низкое, гортанное, зловещее пение покойного Лейна Стейли и рычание, вдохновленное металлом», а «музыка группы — это точное повторение бурлящего, настроенного хард-рока Джерри Кантрелла». Кэтрин Турман из Amazon.com утверждает, что у группы «мрачная, вихревая, властная музыка». Она также прокомментировала третий альбом группы Faceless, в котором «смешивается арена-рок в духе Alice in Chains», «тяжёлые риффы, многослойные мелодии и резкие, уверенные тексты, сжигающие мосты».
Стиль пения Эрны был назван «рычанием Джеймса Хэтфилда» и «состоит из тёмной гармонии, похожей на Alice in Chains». Стиль игры на бас-гитаре Меррилла был описан как «бульдозерный низ с редкой реверберацией слэпа». Считается, что игра Ларкина на барабанах сравнима с игрой Нила Пирта и Джона Бонэма. Стиль игры Ромболы на гитаре был оценен как «гитары, которые звучат как ударные инструменты».

## Состав группы

### Нынешний состав
- Салли Эрна — ведущий вокал, ритм-гитара, перкуссия (1995 — настоящее время); ударные (1996 — настоящее время)
- Робби Меррилл — бас-гитара (1995 — настоящее время), бэк-вокал (2010 — настоящее время)

### Бывшие участники
- Ли Ричардс — соло-гитара (1995—1996)
- Джо Д’Арко — барабаны (1996—1998)
- Томми Стюарт[англ.] — барабаны (1995—1996, 1998—2002)
- Тони Ромбола — соло-гитара, бэк-вокал (1996 — 2024)
- Шеннон Ларкин — ударные, перкуссия (2002 — 2024)

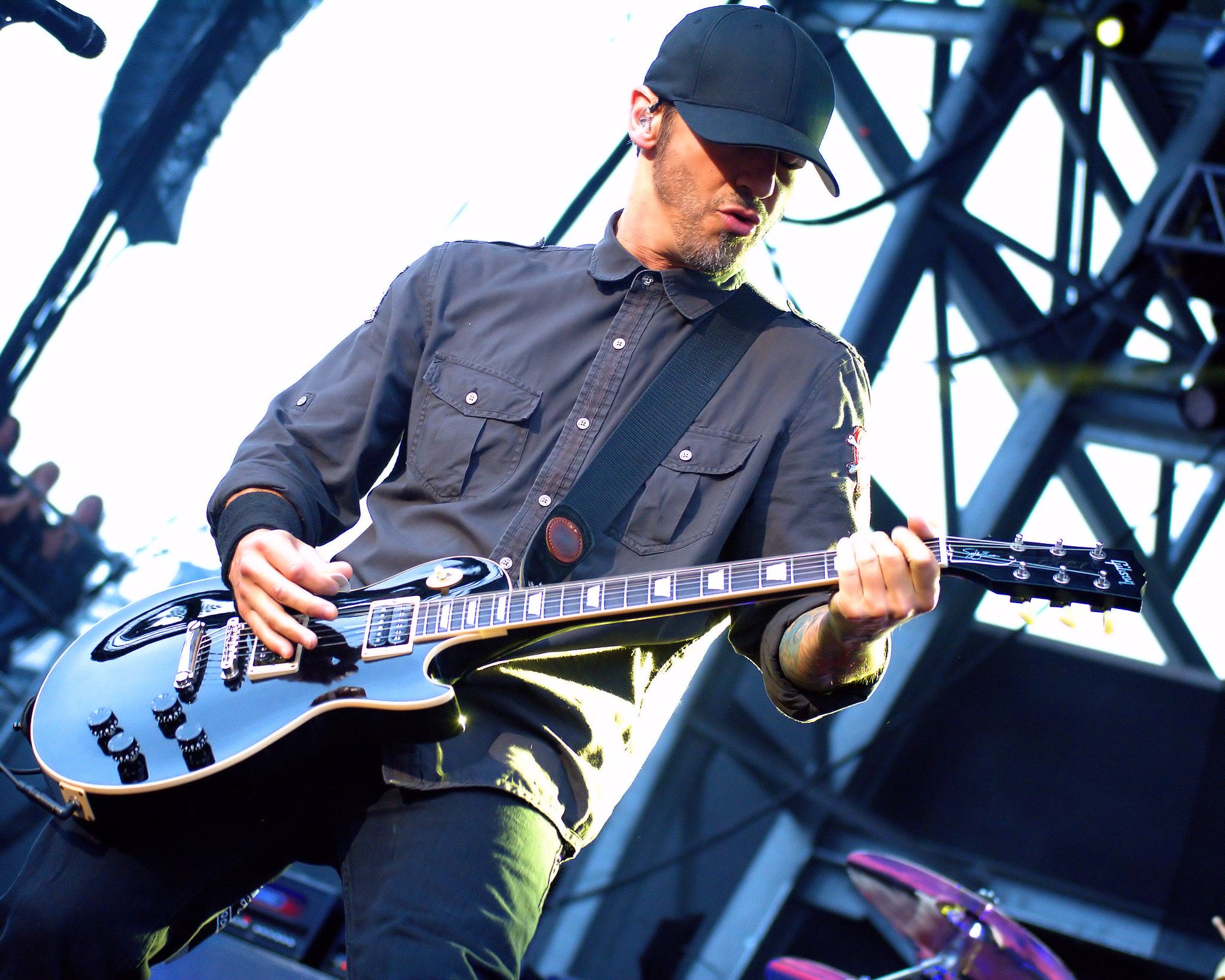
Салли Эрна
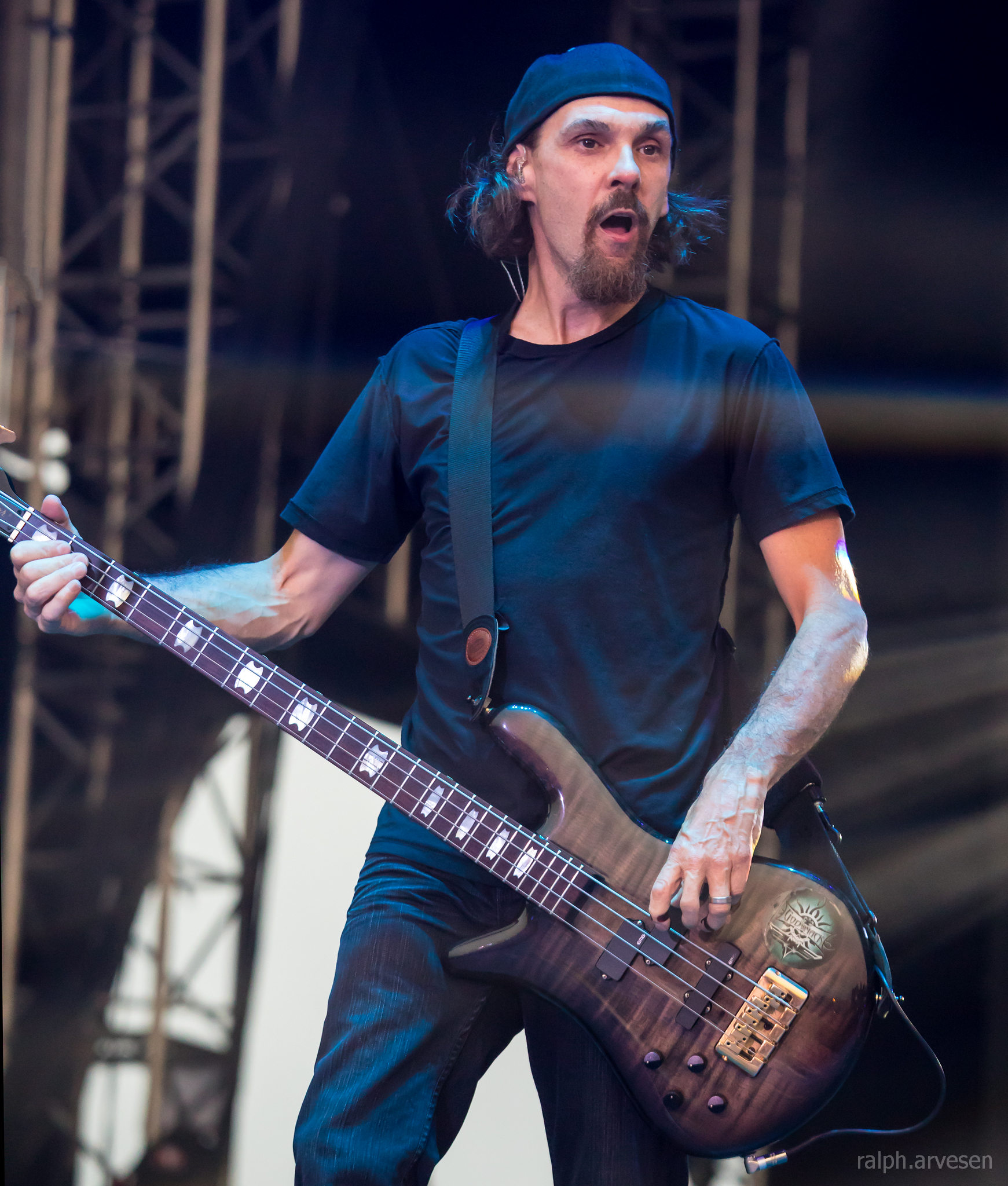
Робби Меррилл
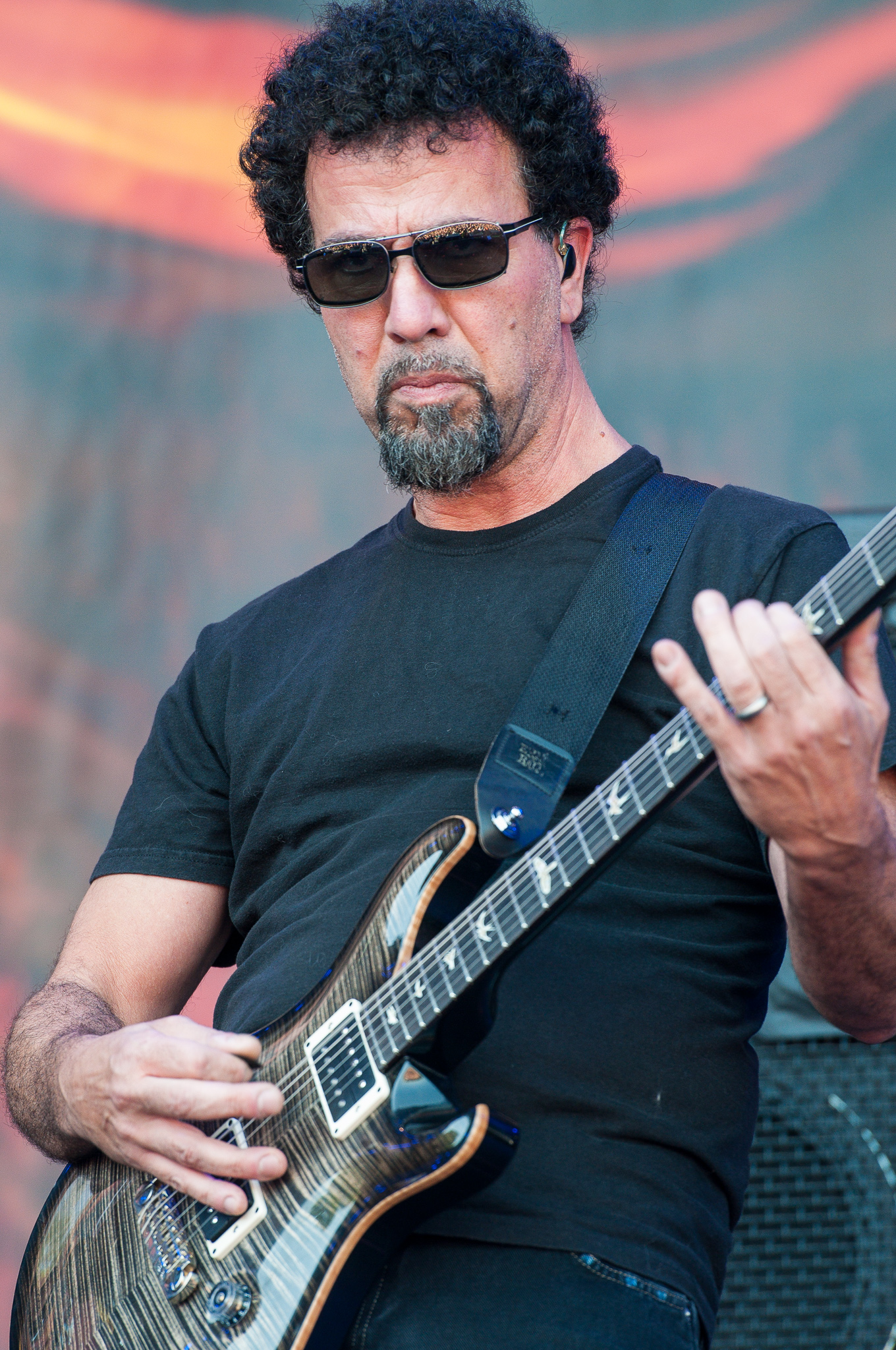
Тони Ромбола (бывший участник)
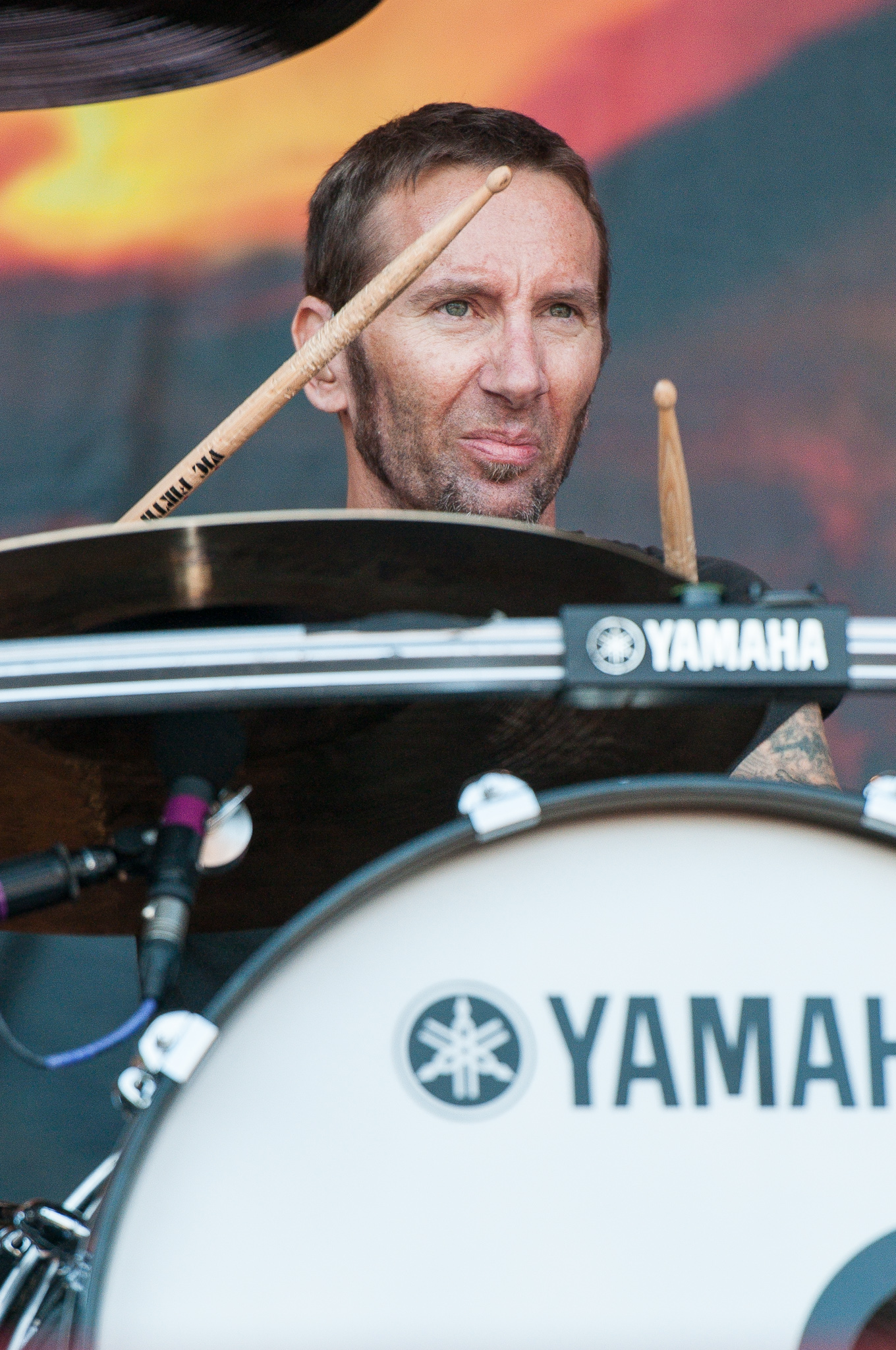
Шеннон Ларкин (бывший участник)

Временная шкала

## Дискография
Студийные альбомы
| Год выпуска | Название альбома    |
| 1998        | Godsmack            |
| 2000        | Awake               |
| 2003        | Faceless            |
| 2006        | IV                  |
| 2010        | The Oracle          |
| 2014        | 1000hp              |
| 2018        | When Legends Rise   |
| 2023        | Lighting Up the Sky |
| ----------- | ------------------- |

## Награды и номинации

### Награды «Грэмми»
| Год  | Сингл                  | Категория                              | Результат |
| ---- | ---------------------- | -------------------------------------- | --------- |
| 2001 | «Vampires»             | Лучшее инструментальное рок-исполнение | Номинация |
| 2003 | «I Stand Alone»        | Лучшая рок-песня                       | Номинация |
| 2003 | "I Stand Alone         | Лучшее хард-рок исполнение             | Номинация |
| 2004 | «Straight Out of Line» | Лучшее хард-рок исполнение             | Номинация |

### Награды Billboard
| Год  | Номинант/номинируемая работа | Категория              | Результат |
| ---- | ---------------------------- | ---------------------- | --------- |
| 2001 | Godsmack                     | Исполнитель года       | Победа    |
| 2001 | «Awake»                      | Сингл года в стиле рок | Номинация |
| 2006 | «Speak»                      | Сингл года в стиле рок | Номинация |

### Музыкальные премии Бостона
| Год  | Номинируемая работа | Категория                  | Результат |
| ---- | ------------------- | -------------------------- | --------- |
| 2000 | Godsmack            | Исполнение года            | Победа    |
| 2000 | Godsmack            | Выдающаяся рок-группа      | Победа    |
| 2000 | Салли Эрна          | Вокалист года (муж.)       | Победа    |
| 2000 | Салли Эрна/Godsmack | Песня/Автор                | Победа    |
| 2001 | «Greed»             | Сингл года                 | Номинация |
| 2001 | «Greed»             | Видео года                 | Номинация |
| 2001 | Awake               | Альбом года                | Победа    |
| 2001 | Салли Эрна          | Вокалист года (муж.)       | Победа    |
| 2001 | Godsmack            | Исполнение года            | Победа    |
| 2001 | Godsmack            | Выдающаяся рок-группа      | Победа    |
| 2002 | Godsmack            | Рок-группа года            | Победа    |
| 2002 | Салли Эрна          | Вокалист года (муж.)       | Победа    |
| 2003 | Godsmack            | Выдающаяся рок-/поп-группа | Победа    |
| 2006 | Godsmack            | Хард-рок-исполнение года   | Победа    |

### Награды Metal Edge
| Год  | Номинируемая работа | Категория                         | Результат |
| ---- | ------------------- | --------------------------------- | --------- |
| 2002 | «I Stand Alone»     | Песня года из саундтрека к фильму | Победа    |